# Morte di re Candaule
La morte di re Candaule, è un dipinto a olio su tela realizzato indicativamente nel 1720 dal pittore italiano Giambattista Pittoni.

## Storia
Il Re di Lidia Candaule regnò tra il 733 e il 716 a.C. a seguito di uno scherzo di cattivo gusto per magnificare la bellezza della moglie, in cui la regina fu vista nuda dalla guardia del corpo, fu tradito e giustiziato dalla moglie, facendolo accoltellare dal suo uomo più fidato, poi sposò la sua guardia del corpo che così divenne Re.